# 軒轅十二
軒轅十二 (γ Leo / 獅子座 γ) 是在獅子座的一對聯星，在西方的固有名稱是Algieba或Al Gieba。

## 名稱的歷史由來
中國的名稱是軒轅十二，軒轅是中國黃帝的名字。
Algieba源自阿拉伯的 Al-Jabhah，意思是額頭，雖然字義是如此，但實際上代表的是獅子的鬃毛；拉丁文的名字是Juba (朱巴舞)。
- 軒轅十二、酒旗二 (獅子座 ζ)、軒轅十三 (獅子座 η)的組合被稱為鐮刀。

- 軒轅十二、沿著酒旗二、軒轅十四 (獅子座 α)和軒轅十三是lgieba (gamma), along with Adhafera (zeta), Regulus (Alpha) and eta (Al Jabbah) are the 8th manzil, Al Jabhah, the "Forehead,"增進愛情、仁愛和協助對抗敵人。
- 獅子與希伯來的κ有關，也是塔羅牌中代表力量的第11張王牌。

## 系統中的成員
軒轅十二是擁有兩顆恆星的聯星系，較亮的一顆視星等為+2.28，光譜類型為K1-IIIbCN-0.5。這顆K型的巨星表面溫度為4,470K，亮度是太陽的180倍，直徑則為23倍。另一顆伴星的視星等為+3.51，光譜類型為G7IIICN-I。這顆G型的巨星表面溫度為4,980 K，亮度是太陽的50倍，直徑則是10倍。兩顆星的角距離剛好超過4"，換算至少是170天文單位 (4倍於冥王星至太陽的距離)，軌道週期超過500年。因為週期是如此的長，因此自發現迄今，仍只觀察了整個軌道路徑的一部份。 
這兩顆星都是真實的巨星，意味著它們的核心在氫燃燒成氦的核融合停止之後，已經擴張了巨大的比例。雖然只有少許的軌道觀測資料可以用於計算質量，在與演化的計算比較之後，認為這兩顆星的質量都是太陽的2倍。這兩顆星至少在20億年前發源於同一個星雲，它們的鐵含量只有太陽的三分之一，因此難以得知它們是再生命週期中的哪一階段：它們也許都在核心中進行氦的融合反應，或是正在發展中的巨星，安靜的氦核正在等待著再次的點燃。會受到年齡影響的表面化學成分，認為前者比較可能。

## 天空中的景觀
在良好的天氣下，使用近代的望遠鏡可以看見獅子座這一對明亮的聯星呈現橘紅色和黃或黃綠色。以肉眼觀看，軒轅十二是一顆中等亮度的2等星，而在望遠鏡下很容易看出是兩顆星。

## 行星系统
2009年11月6日，在轩辕十二的主星发现一颗太阳系外行星狮子座γb，它的质量至少是木星的8.78倍，围绕轩辕十二公转一周需要429个地球日。
| 成員 (依恆星距離) | 质量     | 半長軸 (AU) | 轨道周期 (天) | 離心率 | 傾角 | 半径 |
| ----------------- | -------- | ----------- | ------------- | ------ | ---- | ---- |
| b                 | ≥8.78 M⊕ | 1.19        | 429           | 0.14   | —    | —    |
| c(未确定)         | ≥2.14 M⊕ | 2.6         | 1340          | 0.13   | —    | —    |

## 外部連結
- Article from University of Illiniois at Urbana-Champaign
- Online constellation reference （页面存档备份，存于）
- Astronomical Reference from Author David Darling （页面存档备份，存于）